# The Sandbox
Pour les articles homonymes, voir Sandbox.
The Sandbox est un jeu vidéo de type bac à sable développé par Pixowl et édité par Bulkypix et Animoca, sorti en 2010 sur Navigateur web, iOS, Android, BlackBerry 10 et Ouya.

## Système de jeu
Dans un décor en vue latérale, le joueur peut manipuler les éléments (nuages, lave, eau, etc.) grâce à des interactions tactiles. Dans le « Mode libre », le joueur peut créer des tableaux et les partager. Dans le mode « Mode histoire», il doit résoudre 30 missions.
Le jeu a connu une dizaine de mises à jour depuis sa sortie. La 1.1 a ajouté une campagne mettant en scène les humains et la 1.150 et a mis à disposition une campagne de 10 niveaux inédits créés par les utilisateurs.

## Univers
Notamment en raison de sa typologie de gameplay, The Sandbox a vu son univers comparé à celui de Minecraft pour sa direction artistique en pixel art et des god game car il met en scène de divinités.

## Réception

### Critique
Le site Gamezebo donne au jeu la note 4,5/5 et cite son univers sonore et ses graphismes comme points forts. Le jeu obtient la note 4/5 du site TouchArcade pour qui le jeu est « fun ».

### Récompenses
- Sélectionné par Apple dans le Best of App Store 2012 catégorie Hidden Gems: Games (« perles cachées : jeux »)[6].
- 2012 - Élu « Meilleur jeu casual de l'année » et nommé dans la catégorie « Meilleur jeu rétro de l'année » par le site TouchGen[7],[8].